# Raionul Ujhorod (pre-2020), Transcarpatia
Ujhorod (în ucraineană Ужгородський район, transliterat: Ujhorodskîi raion) este un raion în regiunea Transcarpatia, Ucraina. Reședința sa este orașul regional Ujhorod, care nu aparține raionului.

## Demografie
Componența lingvistică a raionului Ujhorod
     Ucraineană (58,89%)
     Maghiară (36,52%)
     Rusă (2,47%)
     Slovacă (1,13%)
     Alte limbi (0,84%)
Conform recensământului din 2001, majoritatea populației raionului Ujhorod era vorbitoare de ucraineană (58,89%), existând în minoritate și vorbitori de maghiară (36,52%), rusă (2,47%) și slovacă (1,13%).